# Nicolas Eymerich (personaggio)
Nicolas Eymerich è un personaggio immaginario creato dallo scrittore italiano Valerio Evangelisti, protagonista di una serie di romanzi e di racconti pubblicati dal 1994 al 2018 con elementi fantastici, fantascientifici e gotici. Il personaggio è ispirato all'omonimo inquisitore catalano realmente vissuto.

## Storia
L'Eymerich letterario condivide con quello storico i dati biografici, la carriera e il declino ecclesiastico e la produzione letteraria, ad eccezione degli eventi narrati nei romanzi.
Nato a Gerona nel 1320, figlio di doña Luz e di mossen Ramon Eymerich, appartenenti alla piccola nobiltà locale. Il padre muore di peste poco dopo la nascita, mentre la madre lo cresce con freddezza, in quanto lo reputa asociale ed effemminato. Non si sa molto sulla sua infanzia e adolescenza, né tantomeno cosa lo abbia spinto a prendere i voti, sebbene si possa supporre per vocazione religiosa. Prende i voti nel 1334.
Diviene studente domenicano, poiché affascinato dalla loro dottrina di far rispettare la fede con la forza, sotto la guida di padre Dalmazio Moneri, nelle scuole di Tolosa e di Salamanca, poi a Saragozza, dove trascorrerà gran parte della propria vita. È qui che viene notato da padre Agustìn Torrelles, inquisitore generale del regno d'Aragona, grazie al quale entra a far parte del Tribunale dell'Inquisizione, per il quale istruisce importanti processi, tra cui quello contro il francescano spiritualista Juan de Pera Tallada, condannato alla reclusione a vita. 
Nel 1348 Eymerich si ammala di peste, ma guarisce da solo, grazie a un'incredibile forza di volontà e al suo rifiuto di essere aiutato. Nel 1352, alla morte di padre Agustìn Torrelles, ne prende il posto a 32 anni, quando la regola sarebbe 40 anni, vincendo le riserve delle autorità di Saragozza con un audace colpo di mano. 
Da qui in poi avverranno la maggior parte degli eventi narrati nei romanzi, che vedranno l'inquisitore muoversi tra culti eretici, apparizioni di demoni e eventi a prima vista paranormali, che riuscirà a sradicare unendo la sua incredibile intelligenza ad una mostruosa crudeltà, influenzando con le sue azioni gli eventi del futuro.
Nel 1376 è costretto a scappare ad Avignone, a causa della sua condanna postuma a Raimondo Lullo, apprezzato dai reali, alla corte di papa Gregorio XI, presso cui scrisse e completò la sua opera più famosa, il Directorium inquisitorum. 
Dopo 1388, essendosi fatto troppi nemici, perde la carica di inquisitore generale del regno, che passa a un suo nemico personale, padre Bernat Ermengaudi. Il nuovo re d'Aragona, Giovanni I, che inizialmente lo aveva protetto, gli ritira il proprio appoggio e nel 1393 lo fa esiliare. Eymerich passa i suoi ultimi anni ad Avignone a scrivere e saggi e a perfezionare il proprio Directorium, completato fin dal 1376. Muore per cause naturali il 4 gennaio 1399.
La sua tomba, nel convento di San Domenico a Gerona, reca la scritta "Predicator veridicus, inquisitor intrepidus et doctor egregius". Ma, misteriosamente, è vuota.

## Il personaggio
Appartenente all'Ordine Domenicano e Inquisitore come il personaggio storico cui è ispirato, crudele, inflessibile, altero, tormentato, il Nicolas Eymerich dei romanzi di Evangelisti agisce con totale spietatezza al servizio di ciò che ritiene il bene, che per lui si identifica totalmente con la fede cristiana difesa dalla Chiesa di Roma e con l'interpretazione che dello stesso cristianesimo dà la filosofia di San Tommaso d'Aquino contro le interpretazioni date da altri teologi, sebbene all'epoca di Eymerich il tomismo non fosse ancora la dottrina ufficiale della Chiesa Cattolica. 
Fisicamente appare come un individuo alto e magro, con una dentatura perfetta e candida, mentre per aspetto è identico all'attore Vincent Price nel ruolo di Matthew Hopkins nel film Il grande inquisitore.
Psicologicamente soffre di disturbo Schizoide di Personalità, che spiega in parte il suo distacco da quasi tutti i contesti sociali, quali indifferenza alle relazioni interpersonali e quali totale mancanza di espressione delle emozioni, oltre ad aver sviluppato una forte aptofobia, tanto da provare disgusto per qualsiasi tipo di contatto fisico, sia dato sia ricevuto.
Ha inoltre un'enorme paura per gli insetti, tanto che spesso controlla gli ambienti per assicurarsi della loro assenza.
È tuttavia dotato di straordinaria intelligenza e di profonda cultura, che gli permettono di risolvere casi complicatissimi che vedono la presenza del Demonio o di sette eretiche che minano il potere della fede o della Chiesa. 
Sua caratteristica principale è l'approcciarsi ai casi con metodo moderno, in modo analogo a Guglielmo da Baskerville ne Il nome della Rosa, non facendosi mai travisare da superstizioni o credenze locali, sebbene lui stesso, paradossalmente, sia intriso di pregiudizi verso il prossimo.
Nonostante la sua crudeltà non è un sadico, tanto che, a differenza dei suoi colleghi, detesta ricorrere alla tortura, se può arrivare a ciò che vuole con metodi meno brutali, e condanna solo se vi sono effettivamente prove di eresia o della presenza di creature diaboliche.
Si tratta di un personaggio nato per turbare il lettore, che rimane al tempo stesso affascinato per via del modo in cui riesce a risolvere i casi che gli vengono proposti, e disgustato per la sua ferocia e fanatismo.
Ritroviamo il personaggio in un altro romanzo al di fuori della serie di Evangelisti, in La cattedrale del mare di Ildefonso Falcones (Longanesi). In questo romanzo la figura di Nicolas Eymerich è tracciata in maniera fosca e tragica quale Inquisitore fanatico e senza scrupoli.

## Struttura delle storie
Eymerich indaga su fenomeni misteriosi nell'Europa medioevale, ma la soluzione del mistero sta in storie parallele a quella principale, che si proiettano nel nostro presente e nel nostro futuro. Alla base dell'intersezione dei diversi piani narrativi e paranormali starebbe la teoria ideata da un fisico del XX secolo, Marcus Frullifer, secondo cui esiste un particolare tipo di particelle subatomiche, dette psitroni, che permetterebbero la trasmissione del pensiero sia di un individuo che di più persone nel tempo e nello spazio e talvolta a secoli di distanza. Gli psitroni in pratica lascerebbero traccia di sé nel tessuto del continuum spaziotemporale anche dopo la morte di chi li ha attivati con la creazione di una determinata immagine mentale, un po' come accade quando si piega un foglio e per quanti sforzi si facciano non si riesce comunque mai a farlo tornare perfettamente liscio.

## Il mondo del ciclo
Nei libri del Ciclo di Eymerich vengono narrate storie su diverse linee temporali, solitamente una nel 1300 che vede protagonista lo stesso Nicolas Eymerich ed una o più ambientate nel futuro, le tre linee poi si vanno ad intrecciare.

### Il medioevo di Eymerich
Le trame che vedono l'inquisitore Eymerich per protagonista sono solitamente ambientate nel XIV secolo. Il medioevo affrontato dal protagonista è caratterizzato oltre che da guerre, pestilenze ed intrighi politici anche da sette malvagie, creature oscure, culti pagano-esoterici e forze misteriose.

### Il futuro
Il futuro illustrato nei libri del Ciclo prevede che nel XX secolo lo psicologo austriaco Wilhelm Reich per sfuggire ai nazisti si rifugi in Norvegia. Le sue ricerche lo portano ad affermare di avere scoperto una nuova ed ipotetica forma di energia naturale, l'orgone. Negli anni Cinquanta Reich (che dalla Norvegia si è trasferito a New York e da lì nel Maine), viene arrestato e rinchiuso in prigione. Qui diventa una cavia per la sperimentazione farmacologica della metionina, un alcaloide comune, ma che in forti dosi provoca allucinazioni simili al delirio schizofrenico, e questo provoca alcuni suoi "incontri" onirici con Eymerich (Il mistero dell'inquisitore Eymerich).
Nel 1952 negli Stati Uniti d'America: lo scienziato pazzo Lycurgus Pinks, inizialmente membro del Ku Klux Klan, sviluppa un piano diabolico per sterminare la popolazione afroamericana scatenando una malattia per la quale i neri sarebbero geneticamente predisposti: l'anemia falciforme. Ma il piano di Pinks (che negli anni successivi compie numerosi esperimenti in varie parti del mondo, e diventa capo dell'intelligence militare americana) va oltre l'idea originaria, arrivando a provocare una mutazione genetica che colpirà indistintamente tutta la popolazione, causando un'epidemia globale di anemia falciforme (Il corpo e il sangue di Eymerich). 
L'America, a seguito della diffusione dell'anemia falciforme, si scinde in Nord e Sud. A New Orleans scoppia quindi una guerra tra le milizie bianche cristiane e quelle nere musulmane (Metallo urlante).
Ai nostri giorni, Marcus Frullifer elabora una teoria scientifica in grado di spiegare i fenomeni paranormali e al tempo stesso di consentire viaggi interstellari (Nicolas Eymerich, inquisitore).
Sempre nel XXI secolo, le armate di soldati Poliploidi appartenenti alla misteriosa organizzazione R.A.C.H.E. (abbreviazione Rassenchemie) dopo aver conquistato una parte d'Europa si scontrano con i soldati Mosaici nei ranghi della Euroforce (che fa riferimento alla Eurobank), spronati da illusioni elettroniche demoniache (Mater Terribilis).
Successivamente, mentre Frullifer indaga in un manicomio nel quale i ricoverati abbaiano come cani, le armate di RACHE ed Euroforce uniscono temporaneamente le forze per combattere un re-stregone africano (Picatrix. La scala per l'inferno).
Frullifer viene fatto uscire dal manicomio nel quale è ricoverato da alti ufficiali dell'esercito americano, perché porti a compimento il suo esperimento per far diventare la stella Betelgeuse una supernova (La luce di Orione).
La repubblica di Catalogna è l'unico Stato europeo che si è mantenuto neutrale in un conflitto mondiale devastante. Vi trova rifugio lo scienziato Marcus Frullifer. Solo che la Catalogna non è lo Stato perfetto che lui crede. Ciò non gli impedisce di costruire l'astronave "Malpertuis", mossa da forze psichiche, che appare in Nicolas Eymerich, inquisitore (Il fantasma di Eymerich).
In un prossimo futuro: l'America è divisa in tre confederazioni: Nuova Federazione Americana (fondata sull'industria), Confederazione della Libera America (economia commerciale e rurale) e Unione degli Stati Americani (dominata dal capitale finanziario). In tutti e tre gli Stati (che hanno una diversa organizzazione politica ma lo stesso esercito) regna il terrore di essere deportati a Lazzaretto, un luogo lontano e infernale, se si contrae una malattia o non si obbedisce alle regole. Il luogo misterioso temuto da tutti si scopre essere proprio la Sardegna, che, dopo molti secoli, senza l'energia orgonica imprigionata da Eymerich, è diventata un luogo di malattie e decadimento. Qui dei ragazzi liberano l'energia orgonica, che si manifesta in luce blu. Ma così facendo liberano anche la mostruosa Tanit, che li risucchia (Il mistero dell'inquisitore Eymerich).
Intorno al XXII secolo, l'astronave "Malpertuis", la cui tecnologia si basa sulle teorie di Frullifer, parte verso un pianeta dimenticato dove ancora si manifesta la dea Diana (Nicolas Eymerich, inquisitore).
Successivamente, in un lontano futuro, continua una centenaria guerra in Iraq che mette in campo giganti e altri mostri (La luce di Orione).
L'esistenza dell'uomo ad un certo punto è minacciata da un morbo proveniente dall'Africa, frutto del connubio tra il virus Marburg e il virus dell'AIDS. Il morbo attacca la sessualità del genere umano (sono poche le persone che ancora possiedono un apparato riproduttivo) e permette la fusione dell'uomo a parti metalliche viventi. Il morbo è proveniente dal giovane Svein venduto come schiavo in Africa ai tempi di Nicolas Eymerich (Metallo urlante).
Nel XXXI secolo, i pochi sopravvissuti alle mille guerre che attanagliano la Terra hanno creato sulla Luna un sistema che emette onde in grado di giungere sul nostro pianeta, generando un elettroshock collettivo in grado di sedare periodicamente gli abitanti della Terra ormai ridotti a malati mentali (Rex tremendae maiestatis).

## Opere
In ordine cronologico di ambientazione:
- 1352: Nicolas Eymerich, inquisitore
- 1352: Venom (contenuto in Metallo urlante)
- 1354: Il mistero dell'inquisitore Eymerich
- 1358: Il corpo e il sangue di Eymerich
- 1360: Cherudek
- 1361: Picatrix. La scala per l'Inferno
- 1362: Mater Terribilis
- 1365: Le catene di Eymerich
- 1366: La luce di Orione
- 1369: Il castello di Eymerich
- 1372: Rex tremendae maiestatis
- 1374: Eymerich risorge
- 1378: Il fantasma di Eymerich

In ordine di pubblicazione:
- 1994: Nicolas Eymerich inquisitore
- 1995: Le catene di Eymerich
- 1996: Il corpo e il sangue di Eymerich
- 1996: Il mistero dell'inquisitore Eymerich
- 1997: Cherudek
- 1998: Venom (contenuto in Metallo urlante)
- 1998: Picatrix, la scala per l'Inferno
- 2001: Il Castello di Eymerich
- 2002: Mater Terribilis
- 2006: La Sala dei Giganti (confluito in La luce di Orione)
- 2007: La luce di Orione
- 2010: Rex tremendae maiestatis
- 2017: Eymerich risorge
- 2018: Il fantasma di Eymerich

I primi sei romanzi del ciclo sono stati raccolti in due volumi dell'editore Mondadori: L'ombra di Eymerich (1998) e I sentieri perduti di Eymerich (2000).
Nel 2019, all'interno della collana Oscar fantastica, sono usciti tre volumi curati da Alberto Sebastiani e denominati Titan edition contenenti la raccolta completa dei romanzi di Eymerich.
- Eymerich. Titan edition. Vol. 1, (contiene Nicolas Eymerich, inquisitore, Le catene di Eymerich, Il corpo e il sangue di Eymerich, Il mistero dell'inquisitore Eymerich, Cherudek)
- Eymerich. Titan edition. Vol. 2, (contiene Metallo urlante, Picatrix, la scala per l'inferno, Il castello di Eymerich, Mater terribilis)
- Eymerich. Titan edition. Vol. 3, (contiene La luce di Orione, Rex tremendae maiestatis, Eymerich risorge, Il fantasma di Eymerich)

### Altri romanzi e racconti
Nicolas Eymerich è protagonista del romanzo collettivo La potenza di Eymerich (ambientato nel 1365, cronologicamente dopo Le catene di Eymerich), di Kai Zen & Emerson Krott, pubblicato nel 2005 da Bacchilega Editore. Valerio Evangelisti è autore della prefazione.
Nella raccolta di racconti di Valerio Evangelisti Acque Oscure, edita nel 2009 da Mondadori, compaiono oltre alla riedizione del racconto La sala dei Giganti, anche due racconti brevi a sfondo umoristico: Eymerich contro Dan Brown e Eymerich contro Palahniuk.

## Trasposizioni in altri media

### Fumetti
Il personaggio è apparso per la prima volta come fumetto nella serie di Lazarus Ledd, della Star Comics. Nella storia, I cristalli di Eymerich (su Lazarus Ledd extra #17 - febbraio 2003), l'inquisitore incontra Alphonse, antenato del titolare della serie. Nel 2003 Valerio Evangelisti ha sceneggiato l'avventura inedita La furia di Eymerich (Mondadori) per i disegni di Francesco Mattioli. Dal 2003 in Francia è in corso un adattamento a fumetti dei romanzi a opera di Jorge Zentner e David Sala. Sono stati pubblicati:
- La dea. Nicolas Eymerich inquisitore (due volumi)
- Il corpo e il sangue. Nicolas Eymerich (due volumi)

in Italia per Edizioni BD.
Il personaggio di Nicolas compare tra i vari classici reincarnati in Agenzia investigativa Carlo Lorenzini. Dato il suo carattere (e ruolo), rifiuta l'idea che è stato reincarnato nel mondo dei lettori e per tanto viene internato nella clinica psichiatrica di Alice. Carlo Lorenzini (alias Pinocchio), in qualità di Guardiano delle Storie d'Europa, gli fa visita per spiegargli della situazione, ma Nicolas fugge e poi cattura Carlo per sacrificarlo con l'intenzione di porre fine a questa "assurdità pagana" di cui gli ha parlato. Data la sua pericolosità, Carlo usa il suo potere di Guardiano per evocare il Tribunale delle Storie e farlo cancellare da questa realtà, ma prima di sparire riesce a uccidere Carlo, scatenando l'ira dell'assopita bambina dai capelli turchini.
Valerio Evangelisti ha sceneggiato anche il fumetto Directorium bugiardorum. A Nicholas Eymerich's story, pubblicato il nel numero 56 della rivista Zapruder (2021).

### Radio
Rai Radio 2 ha prodotto tre sceneggiati radiofonici con la collaborazione di Valerio Evangelisti:
- La scala per l'inferno 1998 Radio 2 RAI - regia di Massimo Guglielmi
- Il castello di Eymerich 2000 Radio 2 RAI - regia di Paolo Modugno
- La furia di Eymerich 2001 Radio 2 RAI - regia di Arturo Villone

### Videogiochi
Nel 2012 l'azienda italiana Ticonblu ha prodotto il videogioco Nicolas Eymerich, Inquisitore: La Peste. Il progetto riprende il personaggio della serie letteraria e lo mostra alle prese di un'avventura scritta da Ivan Venturi in accordo con Valerio Evangelisti. Il videogame è noto inoltre per essere stato il primo videogioco della storia ad essere stato doppiato completamente anche in latino e per la sua versione "audiogame" che lo rende completamente giocabile anche da persone cieche e ipovedenti.

### Librigame
Nel 2020 è stato pubblicato il librogame Il Sabba Nero di Lorenzo Trenti, che inaugura la collana Dedalo edita da Vincent Books.